# Aruru
Aruru (ook: Araru) was in de Soemerische religie en latere Akkadische religie een godin als personificatie van de aarde, soms gelijkgesteld met de aardgodin Ki. Ze zou samen met de god Meridug of Marduk de eerste mens(en) uit klei hebben gemaakt, en later ook de helden Enkidu en Gilgamesj. Volgens sommige bronnen was ze de zus of de vrouw van de god Enlil. In het Epos van Gilgamesj komt ze voor als een scheppend figuur. Daarin creëert ze de sterke held Enkidu als reactie op de gebeden van de door Gilgamesj geplaagde bevolking van de stad Uruk. De traditie van Aruru als (mede)schepster van mensen is mogelijk ontstaan in de stad Erech. Alternatieve tradities bestonden ook, volgens welke bijvoorbeeld Ea de mens schiep.